# Bumthang Chhu
Der Bumthang Chhu, auch Murchangphy Chhu, im Oberlauf Chamkhar Chhu, ist der bedeutendste Nebenfluss des Mangde Chhu in Zentral-Bhutan. Er ist etwa 141 km lang. Sein Einzugsgebiet umfasst etwa 3200 km².
Der Bumthang Chhu wird vom Chamkhar-Gletscher, dessen Nährgebiet an der Südflanke des 6902 m hohen Melunghi Kang liegt, gespeist. Die 8 km lange Gletscherzunge reicht bis auf eine Höhe von 4600 m hinab. Der Bumthang Chhu fließt in überwiegend südsüdöstlicher Richtung, später in südlicher Richtung durch das Hochgebirge des Himalaya. Der Mela Chhu, der den weiter östlich gelegenen Himalaya-Hauptkamm nach Süden entwässert, trifft nach 10 Kilometern von Norden kommend auf den Bumthang Chhu. Bei Flusskilometer 87 mündet der Dhur Chhu von Westen kommend, bei Flusskilometer 72 der Tang Chhu von Osten kommend in den Fluss. Dazwischen, bei Flusskilometer 80, passiert der Bumthang Chhu den Hauptort der Region, Jakar. In diesem Bereich verbreitert sich das Flusstal, so dass dort Landwirtschaft betrieben wird. Ansonsten durchquert der Fluss fast ausschließlich enge Schluchten. Auf den letzten 13 Kilometern wendet sich der Bumthang Chhu in Richtung Westsüdwest, bevor er schließlich auf den in Richtung Südsüdost fließenden Mangde Chhu trifft. Die Distrikte Bumthang und Zhemgang liegen entlang seinem Flusslauf.